# Vattenmärken
Se vattenstämpel för den grafiska tekniken.
Vattenmärken eller Vattenmärkesläktet (Sium) är ett släkte av flockblommiga växter. Vattenmärken ingår i familjen flockblommiga växter.

## Bildgalleri

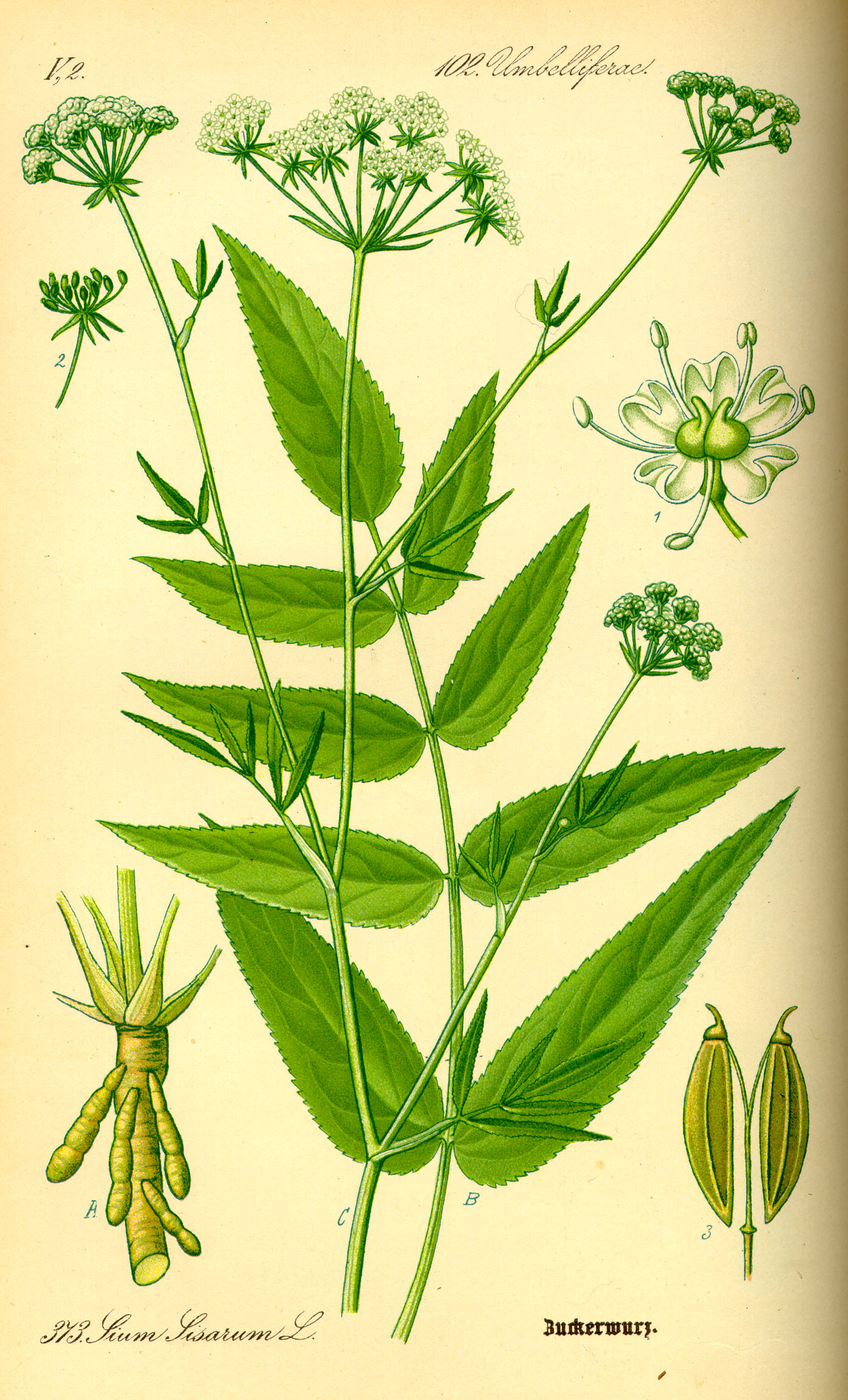
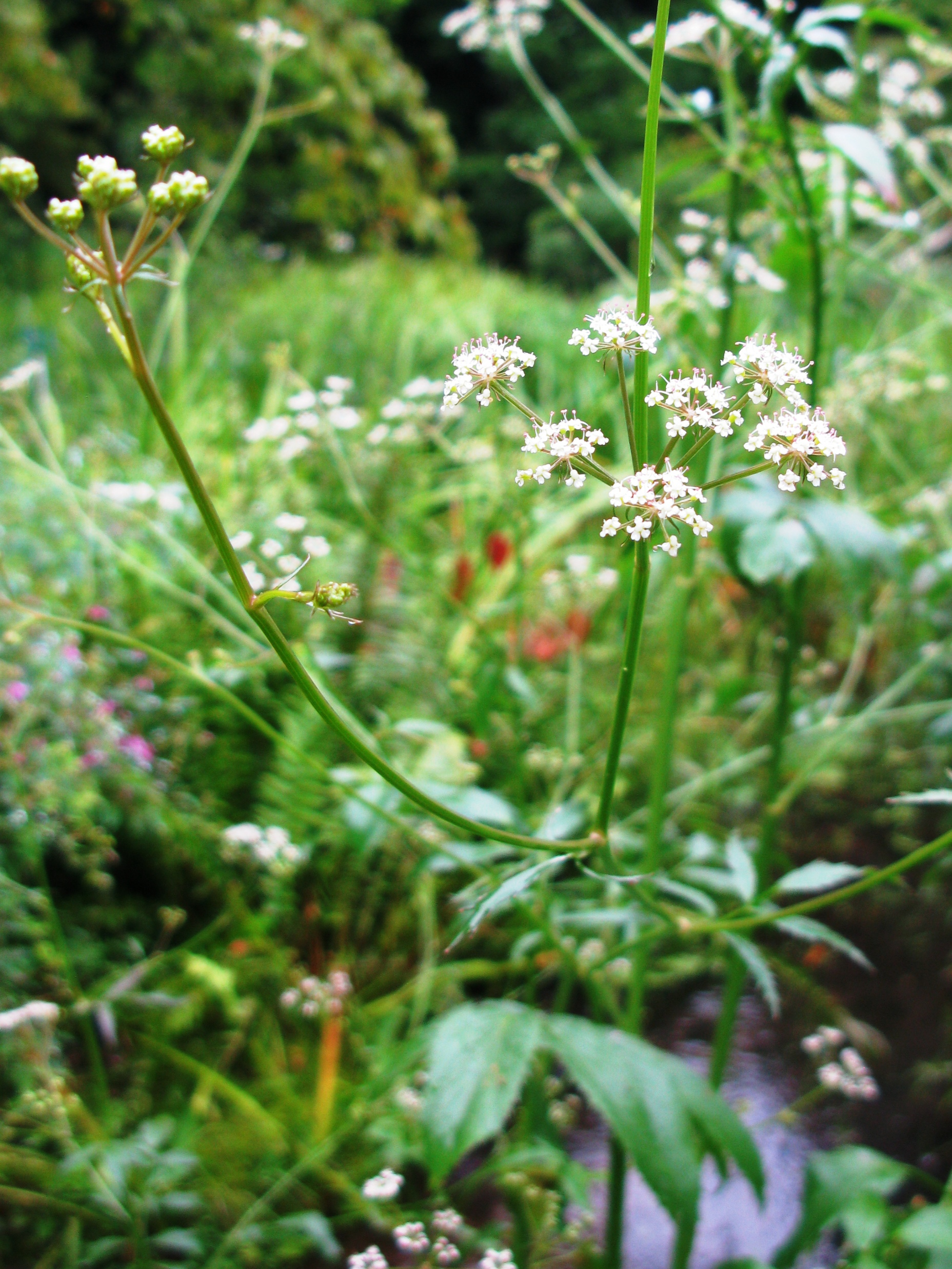
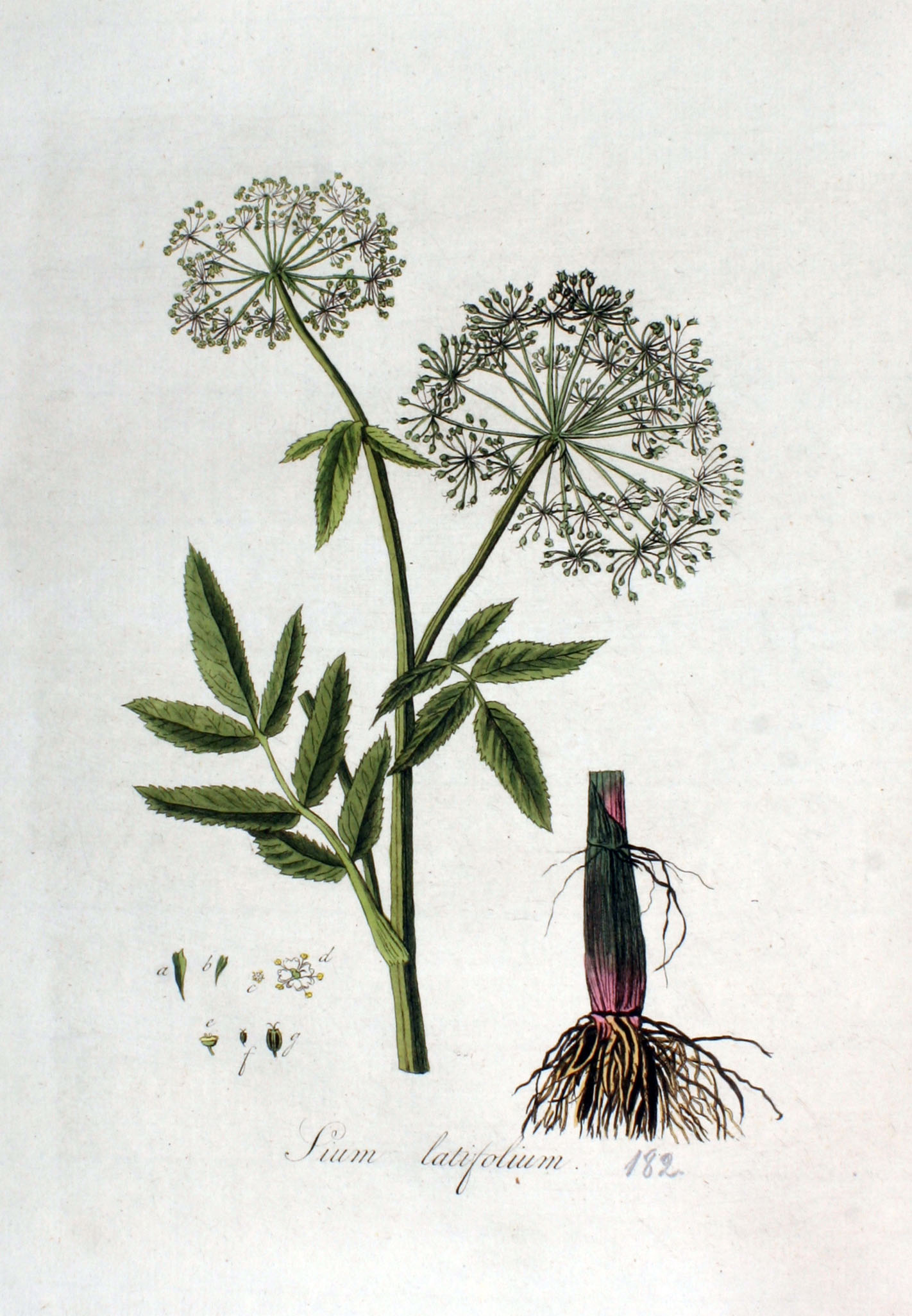
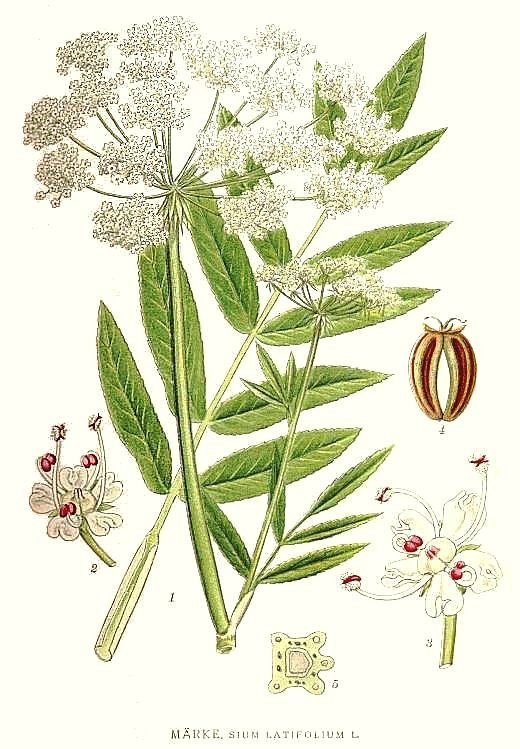

## Dottertaxa till Vattenmärken, i alfabetisk ordning[1]
- Sium aberdarensum
- Sium ammi
- Sium amomum
- Sium annuum
- Sium aquaticum
- Sium aromaticum
- Sium asperum
- Sium berula
- Sium biternatum
- Sium brevifolium
- Sium bulbosum
- Sium burchellii
- Sium californicum
- Sium carsonii
- Sium carum
- Sium carvi
- Sium cicuta
- Sium cordiennii
- Sium coriaudrum
- Sium crinitum
- Sium crispum
- Sium cuneifolium
- Sium cyminosma
- Sium cynapium
- Sium decumbens
- Sium diversifolium
- Sium ferula
- Sium ferulaefolium
- Sium frigidum
- Sium glaucum
- Sium graecum
- Sium grandiflorum
- Sium heterophyllum
- Sium hippomarathrum
- Sium hispidum
- Sium incisum
- Sium intermedium
- Sium japonicum
- Sium lancifolium
- Sium latifolium - Vattenmärke
- Sium latijugum
- Sium latissimum
- Sium limosum
- Sium lobatum
- Sium marginatum
- Sium medium
- Sium ninsi
- Sium nudicaule
- Sium oppositifolium
- Sium orientale
- Sium patulum
- Sium peucedanoides
- Sium podolicum
- Sium radiatum
- Sium repens
- Sium rigidum
- Sium saxifragum
- Sium segetum
- Sium silaus
- Sium simense
- Sium sisaroideum
- Sium sisarum
- Sium suave
- Sium sulcatum
- Sium tenue
- Sium testiculatum
- Sium tortuosum
- Sium trifoliatum
- Sium turfosum
- Sium verrucosum
- Sium verticillatum
- Sium villosum
- Sium virens
- Sium virescens
- Sium vulgare